# Кослеђи (Прахова)
Кослеђи (рум. Coslegi) насеље је у Румунији у округу Прахова у општини Ваља Калугареаска. Oпштина се налази на надморској висини од 110 m.

## Становништво
Према подацима из 2002. године у насељу је живело 690 становника, од којих су сви румунске националности.